# 岡崎富子
岡崎富子（日语：／ Okazaki Tomiko，1944年2月16日—2017年3月19日），日本政治人物，出身於福島縣福島市，前民主黨參議院議員（3期）。她曾擔任民主黨副代表、眾議院議員（2期）、參議院總務委員長、參議院災害對策特別委員長、國家公安委員會委員長（第83代）、內閣府特命擔當大臣（消費者及食品安全、少子化對策、男女共同參與）。
日本時間2017年3月19日午夜1點37分，因肝衰竭在宮城縣仙台市的醫院病逝，享壽73歲。

## 外部連接
- 参議院議員　岡崎トミ子のホームページ（公式サイト）
- 民主党宮城県総支部連合会

| 議會席位          | 議會席位                                                | 議會席位        |
| ----------------- | ------------------------------------------------------- | --------------- |
| 前任： 小川勝也   | 參議院總務委員長 2000年 - 2001年                        | 繼任： 溝手顕正 |
| 官衔              |                                                         |                 |
| 前任： 中井洽     | 國家公安委員會委員長 第83代：2010年 - 2011年            | 繼任： 中野寛成 |
| 前任： 荒井聰     | 特命擔當大臣（消費者及食品安全） 第3代：2010年 - 2011年 | 繼任： 蓮舫     |
| 前任： 玄葉光一郎 | 特命擔當大臣（少子化對策） 第7代：2010年 - 2011年       | 繼任： 与謝野馨 |
| 前任： 玄葉光一郎 | 特命担当大臣（男女共同參與） 第13代：2010年 - 2011年    | 繼任： 与謝野馨 |